# Karl Warner
Karl DeWitt Warner (23 giugno 1908 – Rochester, 5 settembre 1995) è stato un velocista statunitense.

## Palmarès

### Olimpiadi
- Oro a Los Angeles 1932 nella staffetta 4×400 metri.